# 田原站
- 關於愛知縣田原市的豐橋鐵道渥美線車站，請見「三河田原站」。
- 關於和歌山縣東牟婁郡串本町的西日本旅客鐵道（JR西日本）紀勢本線（紀國線）車站，請見「紀伊田原站」。

田原站（日语：／ Tahara eki */?）是位於兵庫縣加西市田原町字前，北條鐵道的北條線車站。

## 歷史
- 1919年（大正8年）12月12日 - 播州鐵道（日语：播州鉄道）車站啟用[1][2]。當時為旅客車站。
  - 當時車站位於兵庫縣加西郡九會村（日语：九会村）田原。
- 1923年（大正12年）12月21日 - 成為播丹鐵道車站[2]。
- 1934年（昭和9年）12月15日 - 車站遷移[1]。
- 1943年（昭和18年）6月1日 - 播丹鐵道被國有化，此站廢止[1]。
- 1952年（昭和27年）2月18日 - 國鐵再次開設此站[1]。成為旅客車站。
- 1955年（昭和30年）3月30日 - 隨著加西町（日语：加西町）成立，車站地址變為兵庫縣加西郡加西町田原。
- 1967年（昭和42年）4月1日 - 隨著加西市成立，地址變成現址。
- 1985年（昭和60年）4月1日 - 北條線由北條鐵道接管[2]。
- 2010年（平成22年）7月28日 - 新車站大樓完成，舉行了紀念儀式[3]。

## 車站構造
車站是一座地面車站，設有1面1線的單式月台。月台上設有木製上蓋和小型候車室。車站入口設有小型屋頂。月台上設有樓梯。站前設有電話。

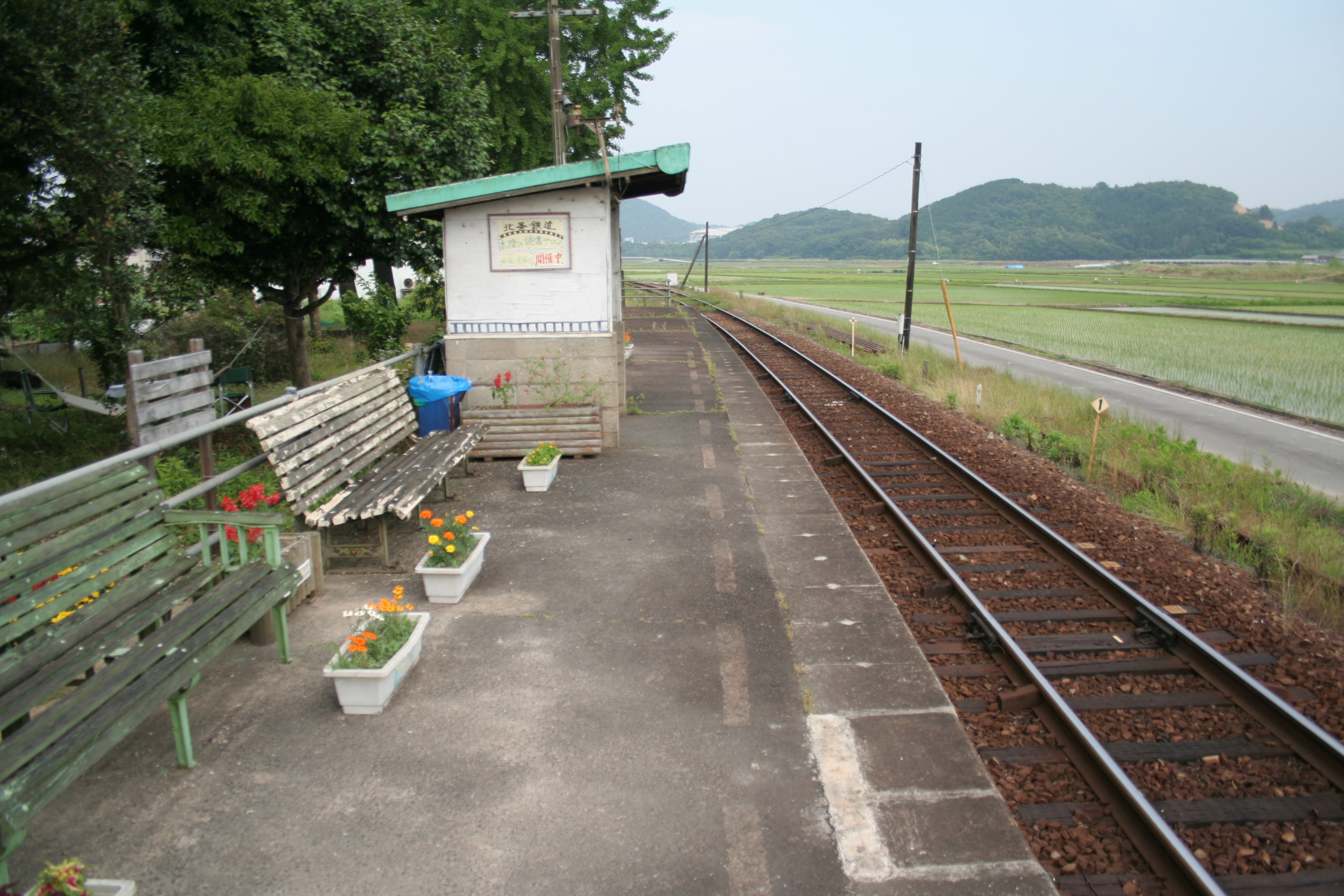
翻新前的月台（2009年）
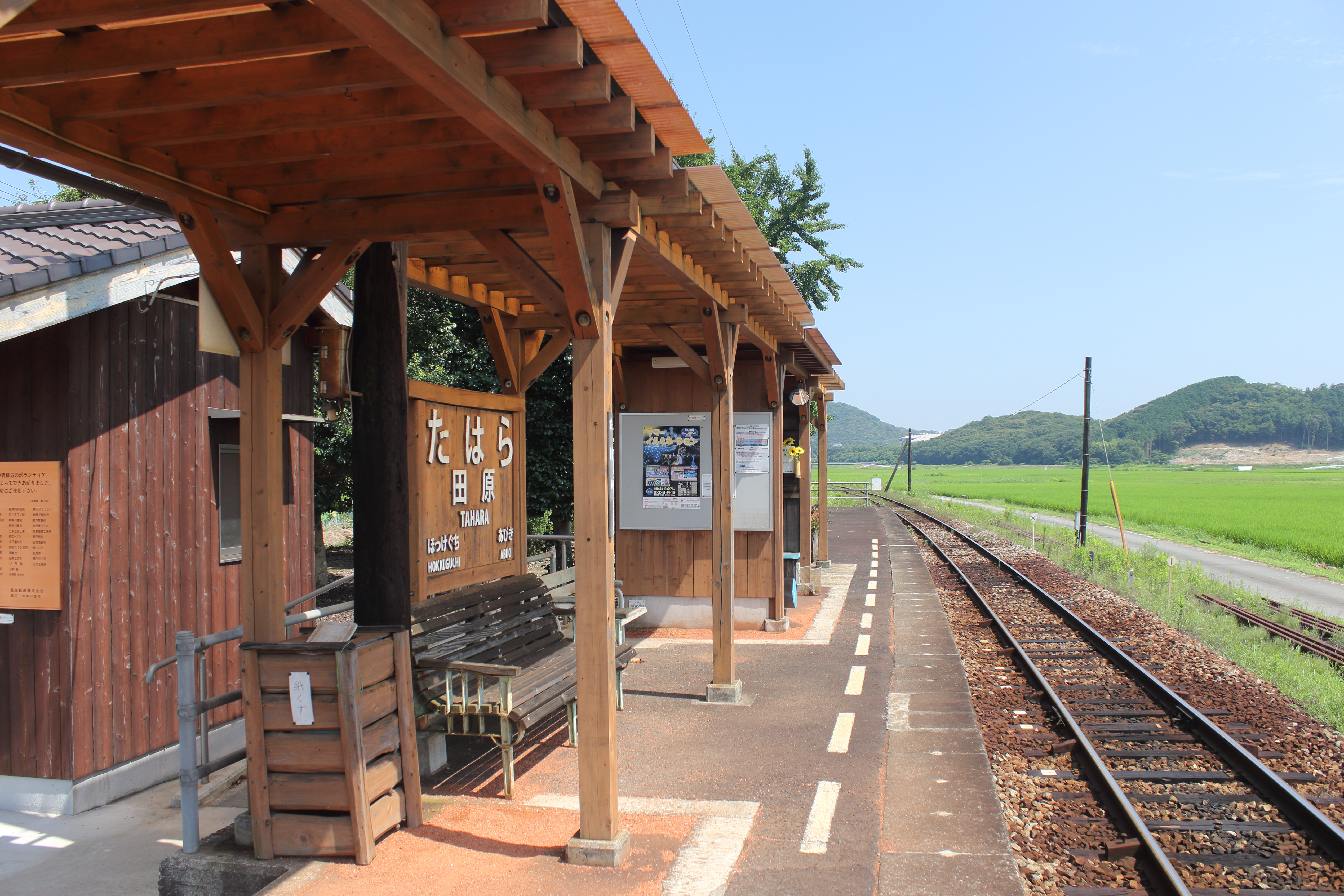
月台風景
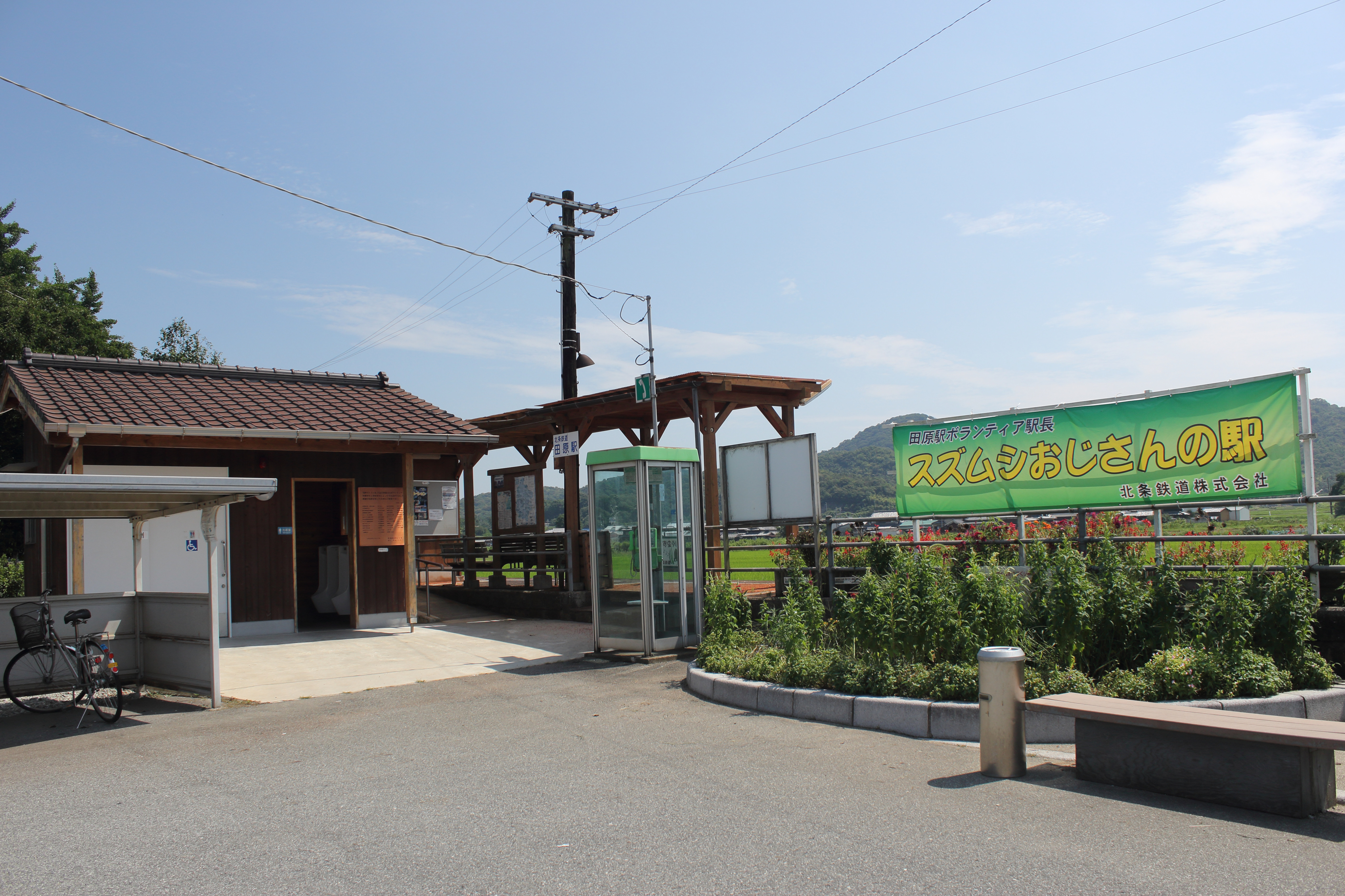
站前廣場
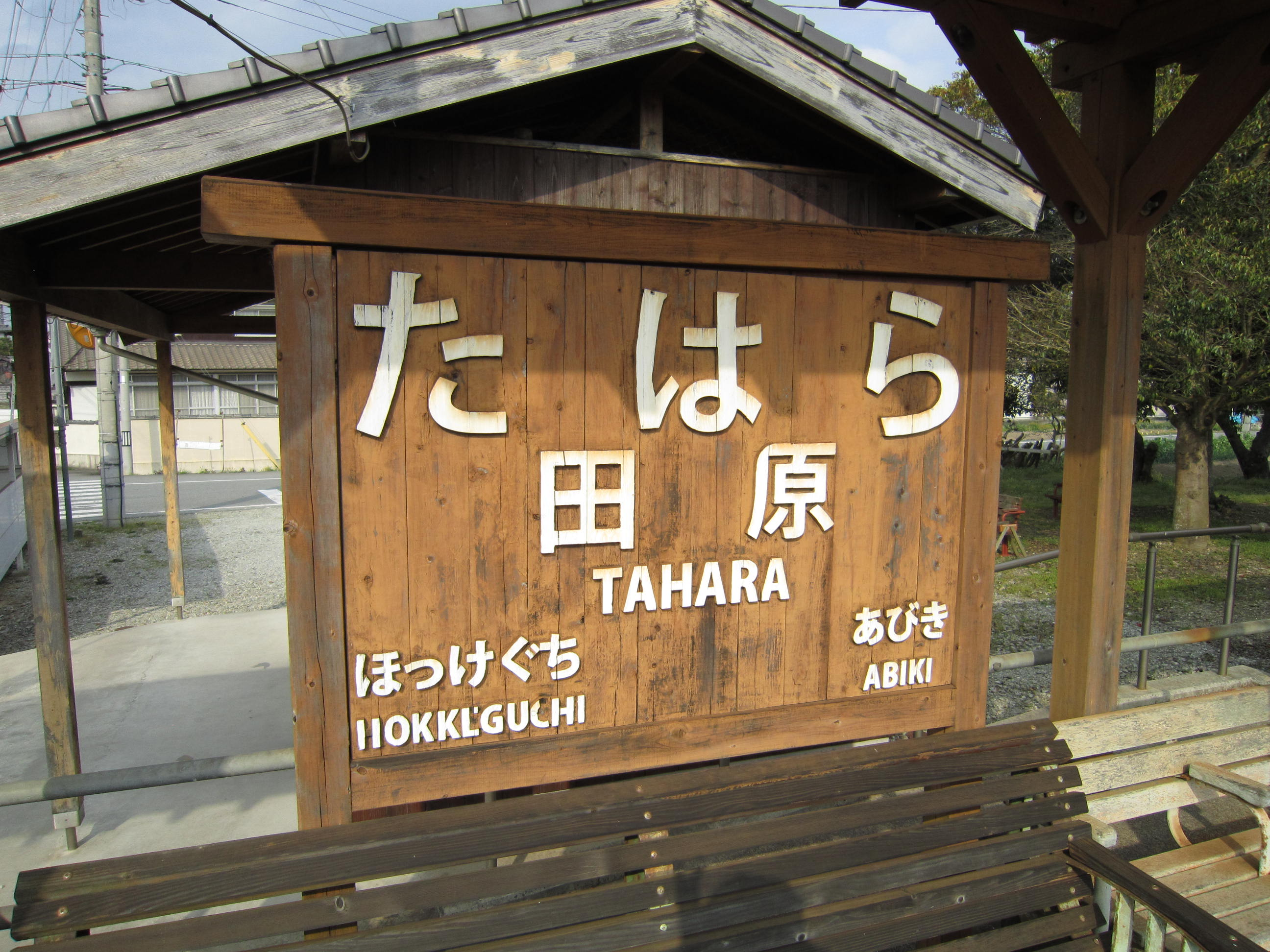
站名牌

## 時間表
在平日每日設有22班列車，假日則設有17班。
在2020年8月前，不論平日或假日，日間毎小時設有1班列車，一日共有17班列車。

## 利用狀況
| 1日上下車人次 | 1日上下車人次 |
| 年度          | 1日平均人次   |
| ------------- | ------------- |
| 2011年        | 60            |
| 2012年        | 60            |
| 2013年        | 40            |
| 2014年        | 54            |
| 2015年        | 50            |
| 2016年        | 50            |
| 2017年        | 45            |
| 2018年        | 66            |

## 車站周邊
- 下里川
- 後藤山古墳（縣指定文化財）

## 相鄰車站
北條鐵道
北條線
網引－田原－法華口

## 注腳
1. 1 2 3 4 5 6 7 8  . 神戸新聞総合出版センター. 2011-12-15: 221. ISBN 9784343006028 （日语）.
2. 1 2 3  曾根悟（監修）. 朝日新聞出版分冊百科編集部（編集） , 编. . 週刊朝日百科. 14号 神戸電鉄・能勢電鉄・北条鉄道・北近畿タンゴ鉄道. 朝日新聞出版. 2011-06-19: 18–20 （日语）.
3. ↑  . 神戶新聞（朝刊） (神戶新聞社). 2010-07-29: 21（東北） （日语）.
4. ↑  北條鐵道. .   [2015-12-18]. （原始内容存档于2021-06-24） （日语）.
5. ↑  国土数値情報(駅別乗降客数データ)  （页面存档备份，存于）（日語） - 國土交通省，2020年9月11日參閲

## 外部連結
- 田原站 （页面存档备份，存于） - 北條鐵道官網（日語）